# デヴォル
デヴォル（アルバニア語: Devoll）は、アルバニア南東部コルチャ州にある基礎自治体。2015年の地方行政改革による基礎自治体の広域化の一環として、旧基礎自治体のビリシュト、ホツィシュト、ミラス、プロガルおよびチェンダル・ビリシュトが統合され誕生した。自治体役所はビリシュト町に置かれている。
総面積は453.27 km²で、2011年の国勢調査の時点での総人口は26,716人であった。旧デヴォル県の範囲に一致する。
自治体東部、ギリシャ国境沿いの山脈には、ニッケルが多く埋蔵されているヴェルニクと西カプシュティツァという二つの大鉱山がある。